# 梅德勒加貝爾山
47°18′0″N 10°17′45″E / 47.30000°N 10.29583°E

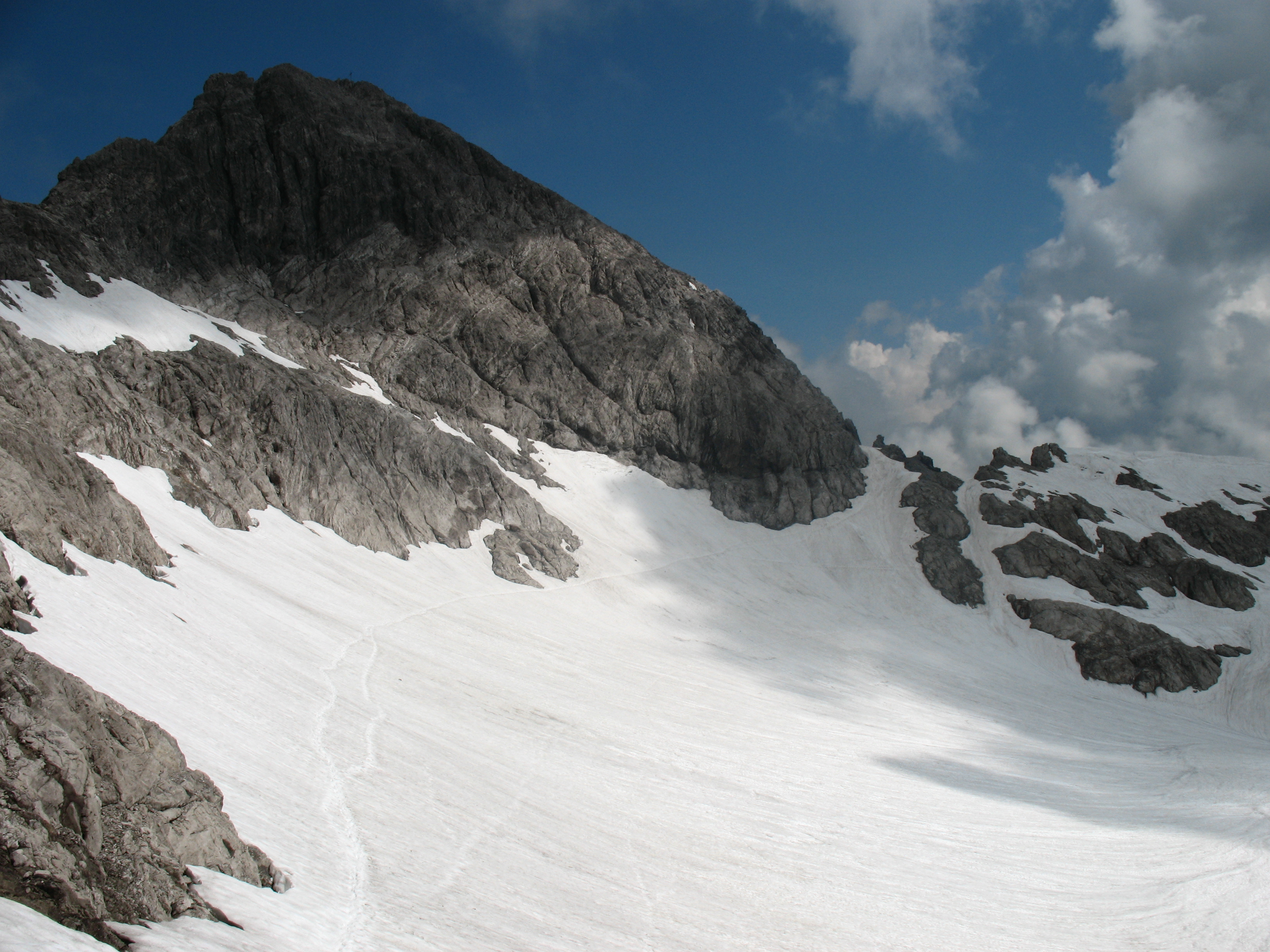

梅德勒加貝爾山（德語：Mädelegabel），是奧地利的山峰，位於該國西部，處於巴伐利亞和蒂羅爾州接壤的邊界，屬於阿爾高阿爾卑斯山脈的一部分，海拔高度2,645米，人類在1818年首次登頂。